# ЛВГ D.V
ЛВГ D.V је једноседи немачки ловачки авион. Авион је први пут полетео 1918. године. 

Највећа брзина авиона при хоризонталном лету је износила 195 km/h.
Распон крила авиона је био 9,00 метара, а дужина трупа 7,20 метара. Празан авион је имао масу од 690 килограма. Нормална полетна маса износила је око 920 килограма. Био је наоружан са два 7,92-мм митраљеза ЛМГ 08/15 Шпандау.

## Наоружање
| Наоружање авиона: Луфтферкерсгезелшафт |      |
| Ватрено (стрељачко) наоружање          |      |
| Топ                                    |      |
| Митраљез                               |      |
| Број и ознака митраљеза                | 2    |
| Калибар                                | 7,92 |
| Бомбардерско наоружање (бомбе)         |      |
| Ракетно наоружање (ракете)             |      |